# Supyiré
Le supyiré (ou suppire) est une langue sénoufo parlée au Mali, dans le Sud-Est du pays.

## Répartition géographique

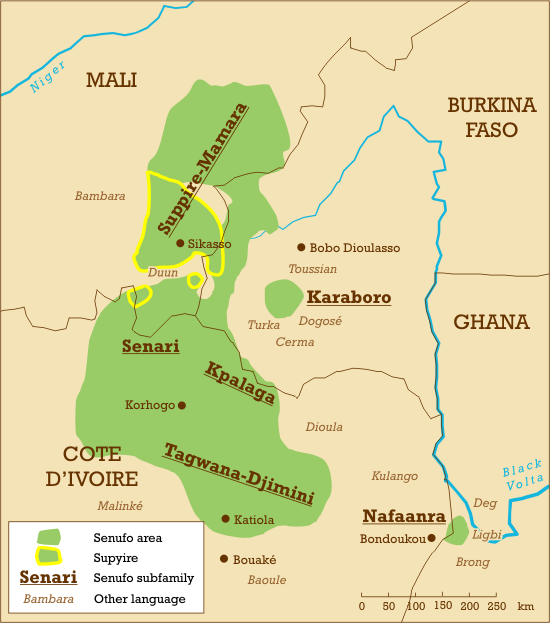
Zone d'extension de la langue supyiré (suppire), autour de Sikasso sur la carte

Le supyiré est parlé dans la région de la ville de Sikasso, au Sud-Est du Mali, près de la frontière burkinabé. Le nombre de locuteurs s'élève à 350 000.

## Classification
Le supyiré fait partie des langues sénoufo. Celles-ci sont rattachées à la famille des langues gur.

## Écriture
L’orthographe supyiré a été fixé par Direction nationale d’alphabétisation fonctionnelle et de linguistique appliquée (DNAFL) en collaboration avec la SIL.
| Majuscules | A | B | C | D | E | Ɛ | F | G  | H | I | J | K | L | M | N  |
| Minuscules | a | b | c | d | e | ɛ | f | g  | h | i | j | k | l | m | n  |
| Majuscules | Ɲ | Ŋ | O | Ɔ | P | R | S | Sh | T | U | V | W | Y | Z | Zh |
| Minuscules | ɲ | ŋ | o | ɔ | p | r | s | sh | t | u | v | w | y | z | zh |

La nasalisation est indiquée en plaçant un ‹ n › après la voyelle nasalisée :  ‹ an, ɛn, in, ɔn, un ›.
Les tons sont indiqués à l’aide de diacritiques :
- le ton haut est indiqué avec l’accent aigu : ‹ á é ɛ́ í ó ɔ́ ú › ;
- le ton moyen est indiqué par l’absence de diacritique : ‹ a e ɛ i o ɔ u › ;
- le ton bas est indiqué avec l’accent grave : ‹ à è ɛ̀ ì ò ɔ̀ ù › ;
- le ton tombant (haut-bas) est indiqué avec l’accent circonflexe : ‹ â ê ɛ̂ î ô ɔ̂ û ›.

| Lettres | Mots      | Mots           |
| ------- | --------- | -------------- |
| a       | cànraga   | lion           |
| b       | baga      | maison         |
| c       | kàcwuŋi   | la souris      |
| d       | dɔ̀gɔtɔrɔ  | médecin        |
| e       | peeni     | bol à sauce    |
| ɛ       | yatɛ̀ɛnŋke | la chaise      |
| f       | fyaabii   | les poissons   |
| g       | suge      | le mortier     |
| h       | bàhantaŋi | les bananes    |
| i       | cige      | arbre          |
| j       | jàaŋi     | onions         |
| k       | kùuge     | le tabouret    |
| l       | lupaanre  | les moustiques |
| m       | mpiŋi     | le lapin       |
| n       | nùŋi      | la vache       |
| ɲ       | ɲàhaŋke   | la termitière  |
| ŋ       | ŋampii    | les jumeaux    |
| o       | soŋi      |                |
| ɔ       | tɔɔge     | le pied        |
| p       | pwunŋi    | le chien       |
| r       | sáraŋi    | le tabac       |
| s       | sikaŋi    | la chèvre      |
| sh      | shóŋi     | le seau        |
| t       | téŋi      | le thé         |
| u       | kùcwuunŋi | le singe roux  |
| v       | vúvuge    | la guêpe       |
| w       | wotorŋi   | la charette    |
| y       | yíŋke     | la lune        |
| z       | zànntuŋke | la hyène       |
| zh      | zhɛnge    | le baobab      |